# توماس بي. هوارد
توماس بي. هوارد (بالإنجليزية: Thomas B. Howard)‏ هو ضابط أمريكي، ولد في 10 أغسطس 1854 في إلينوي في الولايات المتحدة، وتوفي في 10 نوفمبر 1920 في أنابولس في الولايات المتحدة.